# کاواک‌کوی، قسطمونی
کاواک‌کوی (به ترکی استانبولی: Kavakköy) یک منطقهٔ مسکونی در ترکیه است که در استان قسطمونی واقع شده‌است.
کاواک‌کوی به معنی «کوی سپیدار» است.